# 各務原郵便局
各務原郵便局（かかみがはらゆうびんきょく）は岐阜県各務原市にある郵便局。民営化前の分類では集配普通郵便局であった。

## 概要
住所：〒504-8799 岐阜県各務原市那加栄町2

## 沿革
- 1876年（明治9年） - 新加納（しんかのう）郵便局（五等）として開設[1]。
- 1884年（明治17年）6月30日 - 廃止。
- 1885年（明治18年）8月1日 - 再設置。同年10月1日より貯金取扱を開始。
- 1897年（明治30年）5月1日 - 為替取扱を開始。
- 1909年（明治42年）6月1日 - 那加（なか）郵便局に改称。
- 1945年（昭和20年）4月21日 - 稲葉郡蘇原町大字三柿野に三柿野分室を設置[2]。
- 1953年（昭和28年）9月 - 局舎新築落成。
- 1956年（昭和31年）9月21日 - 電話通話および和文電報受付事務の取扱を開始[3]。
- 1963年（昭和38年）6月1日 - 各務原郵便局に改称[4]。
- 1998年（平成10年）9月1日 - 外国通貨の両替および旅行小切手の売買に関する業務取扱を開始。
- 2007年（平成19年）10月1日 - 民営化に伴い、併設された郵便事業各務原支店に一部業務を移管。
- 2012年（平成24年）10月1日 - 日本郵便株式会社発足に伴い、郵便事業各務原支店を各務原郵便局に統合。

## 取扱内容
- 郵便、印紙、ゆうパック、内容証明
- 貯金、為替、振替、振込、国際送金、外貨両替・トラベラーズチェック、国債、投資信託
- 生命保険、バイク自賠責保険、自動車保険、変額年金保険
- ゆうちょ銀行ATM
- 「504-00xx」「504-08xx」「504-09xx」区域（各務原市＝合併以前からの各務原市域の一部）の集配業務
- ゆうゆう窓口

## 周辺
- 各務原市民公園
- 各務原市立中央図書館
- 岐阜県立各務原西高等学校
- 各務原市立那加中学校
- 国道21号
- 新境川

## アクセス
- JR高山本線 那加駅もしくは名鉄各務原線 新那加駅から南東へ約700m（徒歩約7分）
- 各務原市ふれあいバス 那加栄町停留所下車
- 東海北陸自動車道 岐阜各務原ICから東へ約2.5km
- 駐車場あり：11台